# Квалификације за Светско првенство у фудбалу 2022 — КОНМЕБОЛ
Квалификације за Светско првенство у фудбалу 2022 — КОНМЕБОЛ, биле су квалификације за Светско првенство 2022. у Катару, у конфедерацији КОНМЕБОЛ. Укупно 4,5 места (4 директна места и 1 место за плеј-оф међу конфедерацијама) на финалном турниру је било доступно за КОНМЕБОЛ тимове.
Квалификациони турнир је почео 8. октобра 2020. и завршио се 29. марта 2022. године. Уругвајац Луис Суарез постигао је први гол у квалификацијама. Ово је био трећи пут да је Суарез постигао први гол у квалификацијама (после 2010. и 2014.), као и четврти пут узастопно да је то учинио уругвајски играч (Мартин Касерес је постигао први гол у квалификацијама за светско првенство 2018.).

## Систем такмичења
Савет КОНМЕБОЛ-а је 24. јануара 2019. одлучио да задржи исту квалификациону структуру која је коришћена за претходних шест циклуса. Десет тимова играју у лиги утакмица по бергеровом систему домаћина и у гостима.
Утакмице су одређене жребом који је одржан 17. децембра 2019. у 10:00 ујутру по локалном времену, у конгресном хотелу Bourbon Asunción у Лукеу, Парагвај.
Првобитно су и Бразил и Аргентина требало да буду извучени на позицију 4 или 5 у жребу, чиме би се обезбедило да ниједан тим не мора да игра са оба на било ком дводневном мечу. Међутим, касније је 16. новембра 2019. Савет КОНМЕБОЛа поништио одлуку, чиме је жреб потпуно отворен.
Савет КОНМЕБОЛ-а је одобрио коришћење ВАР система  за квалификације.

## Земље учеснице
Свих 10 репрезентација из КОНМЕБОЛ-а ушло је у квалификације.
Напомена: Подебљани тимови су се квалификовали за Светско првенство. Перу се пласирао у плеј-оф међу конфедерацијама.
- Аргентина
- Боливија
- Бразил
- Чиле
- Колумбија
- Еквадор
- Парагвај
- Перу
- Уругвај
- Венецуела

## Распоред утакмица
Квалификационе утакмице се играју на датуме који спадају у Међународни календар утакмица ФИФА. Укупно има 18 утакмица. Првобитно би осам утакмица било 2020., а десет 2021.
ФИФА је 12. марта 2020. објавила да су утакмице 1. и 2. кола које треба да се одрже у марту 2020. одложене због пандемије ковида 19, а да ће нови датуми бити потврђени.
Дана 25. јуна 2020., ФИФА је објавила да је међуконфедерацијско доигравање, које је првобитно било планирано за март 2022., помјерено за јун 2022.
Дана 10. јула 2020., ФИФА је објавила да су квалификације за КОНМЕБОЛ у септембру 2020. одложене, а да ће квалификације почети у октобру 2020. КОНМЕБОЛ је такође затражио од ФИФА-е да укључи нови међународни термин у јануару 2022. како би се квалификације завршиле у марту 2022. Предлог је одобрила ФИФА 18. августа 2020. Дана 6. марта 2021., ФИФА је објавила да су утакмице у марту 2021. (5. и 6. меч) одложене због ограничења путовања и карантина узрокованих пандемијом КОВИД 19. Ове утакмице су померене да се играју у септембру и октобру 2021. након што је ФИФА прихватила захтев КОНМЕБОЛ-а да дозволи троструке дане утакмица у међународним терминима у септембру и октобру. Пети меч је одигран између 11. и 12. кола, док је 6. меч одигран између 9. и 10. кола.

## Утакмице

### 1. коло
| Парагвај             | 2 : 2    | Перу              |
| -------------------- | -------- | ----------------- |
| - А. Ромеро 66’, 81’ | Извештај | - Кариљо 52’, 85’ |

| Уругвај                             | 2 : 1    | Чиле         |
| ----------------------------------- | -------- | ------------ |
| - Л.Суарез 39’ (пен.) - Гомез 90+3’ | Извештај | - Санчез 54’ |

| Аргентина         | 1 : 0    | Еквадор |
| ----------------- | -------- | ------- |
| - Меси 13’ (пен.) | Извештај |         |

| Колумбија                         | 3 : 0    | Венецуела |
| --------------------------------- | -------- | --------- |
| - Сапата 16’ - Муријел 26’, 45+3’ | Извештај |           |

| Бразил                                                             | 5 : 0    | Боливија |
| ------------------------------------------------------------------ | -------- | -------- |
| - Маркињос 16’ - Фирмино 30’, 49’ - Караско 66’ (аг.) - Кутињо 73’ | Извештај |          |

### 2. коло
| Боливија     | 1 : 2    | Аргентина                         |
| ------------ | -------- | --------------------------------- |
| - Морено 24’ | Извештај | - Ла. Мартинез 45’ - Х. Кореа 79’ |

| Еквадор                                           | 4 : 2    | Уругвај                             |
| ------------------------------------------------- | -------- | ----------------------------------- |
| - М. Кајседо 14’ - Естрада 45+3’, 52’ - Плата 75’ | Извештај | - Л.Суарез 83’ (пен.), 90+5’ (пен.) |

| Венецуела | 0 : 1    | Парагвај      |
| --------- | -------- | ------------- |
|           | Извештај | - Хименез 85’ |

| Перу                     | 2 : 4    | Бразил                                                  |
| ------------------------ | -------- | ------------------------------------------------------- |
| - Кариљо 5’ - Тапија 59’ | Извештај | - Нејмар 28’ (пен.), 83’ (пен.), 90+4’ - Ришарлизон 64’ |

| Чиле                            | 2 : 2    | Колумбија                 |
| ------------------------------- | -------- | ------------------------- |
| - Видал 37’ (пен.) - Санчез 41’ | Извештај | - Лерма 6’ - Фалкао 90+1’ |

### 3. коло
| Боливија                | 2 : 3    | Еквадор                                         |
| ----------------------- | -------- | ----------------------------------------------- |
| - Арсе 37’ - Морено 60’ | Извештај | - Б. Кајседо 46’ - Мена 55’ - Груесо 88’ (пен.) |

| Аргентина      | 1 : 1    | Парагвај               |
| -------------- | -------- | ---------------------- |
| - Гонсалес 41’ | Извештај | - А. Ромеро 21’ (пен.) |

| Колумбија | 0 : 3    | Уругвај                                       |
| --------- | -------- | --------------------------------------------- |
|           | Извештај | - Кавани 5’ - Л.Суарез 54’ (пен.) - Нуњес 73’ |

| Чиле             | 2 : 0    | Перу |
| ---------------- | -------- | ---- |
| - Видал 19’, 34’ | Извештај |      |

| Бразил        | 1 : 0    | Венецуела |
| ------------- | -------- | --------- |
| - Фирмино 66’ | Извештај |           |

### 4. коло
| Венецуела              | 2 : 1    | Чиле        |
| ---------------------- | -------- | ----------- |
| - Маго 9’ - Рондон 81’ | Извештај | - Видал 15’ |

| Еквадор                                                                          | 6 : 1    | Колумбија               |
| -------------------------------------------------------------------------------- | -------- | ----------------------- |
| - Арболеда 7’ - Мена 9’ - Естрада 32’ - Ареага 39’ - Плата 78’ - Еступињан 90+1’ | Извештај | - Родригез 45+1’ (пен.) |

| Уругвај | 0 : 2    | Бразил                       |
| ------- | -------- | ---------------------------- |
|         | Извештај | - Артур 33’ - Ришарлизон 45’ |

| Парагвај                          | 2 : 2    | Боливија                    |
| --------------------------------- | -------- | --------------------------- |
| - А. Ромеро 19’ (пен.) - Каку 72’ | Извештај | - Морено 41’ - Каспедес 45’ |

| Перу | 0 : 2    | Аргентина                         |
| ---- | -------- | --------------------------------- |
|      | Извештај | - Гонсалес 17’ - Ла. Мартинез 28’ |

### 7. коло
| Боливија                           | 3 : 1    | Венецуела      |
| ---------------------------------- | -------- | -------------- |
| - Морено 5’, 83’ - Д. Бехарано 60’ | Извештај | - Чансељор 26’ |

| Уругвај | 0 : 0    | Парагвај |
| ------- | -------- | -------- |
|         | Извештај |          |

| Аргентина         | 1 : 1    | Чиле         |
| ----------------- | -------- | ------------ |
| - Меси 23’ (пен.) | Извештај | - Санчез 36’ |

| Перу | 0 : 3    | Колумбија                          |
| ---- | -------- | ---------------------------------- |
|      | Извештај | - Мина 40’ - Урибе 49’ - Дијаз 55’ |

| Бразил                                 | 2 : 0    | Еквадор |
| -------------------------------------- | -------- | ------- |
| - Ришарлизон 65’ - Нејмар 90+4’ (пен.) | Извештај |         |

### 8. коло
| Еквадор       | 1 : 2    | Перу                        |
| ------------- | -------- | --------------------------- |
| - Плата 90+3’ | Извештај | - Куева 63’ - Адвинкула 89’ |

| Венецуела | 0 : 0    | Уругвај |
| --------- | -------- | ------- |
|           | Извештај |         |

| Колумбија                          | 2 : 2    | Аргентина                |
| ---------------------------------- | -------- | ------------------------ |
| - Муријел 51’ (пен.) - Борха 90+4’ | Извештај | - Ромеро 3’ - Паредес 8’ |

| Парагвај | 0 : 2    | Бразил                     |
| -------- | -------- | -------------------------- |
|          | Извештај | - Нејмар 4’ - Пакета 90+3’ |

| Чиле         | 1 : 1    | Боливија            |
| ------------ | -------- | ------------------- |
| - Пулгар 69’ | Извештај | - Морено 81’ (пен.) |

### 9. коло
| Боливија      | 1 : 1    | Колумбија      |
| ------------- | -------- | -------------- |
| - Сауседо 83’ | Извештај | - Мартинес 69’ |

| Еквадор                     | 2 : 0    | Парагвај |
| --------------------------- | -------- | -------- |
| - Торес 88’ - Естрада 90+5’ | Извештај |          |

| Венецуела              | 1 : 3    | Аргентина                                          |
| ---------------------- | -------- | -------------------------------------------------- |
| - Сотелдо 90+4’ (пен.) | Извештај | - Ла. Мартинез 45+2’ - Х. Кореа 71’ - A. Кореа 74’ |

| Перу         | 1 : 1    | Уругвај             |
| ------------ | -------- | ------------------- |
| - Тапија 25’ | Извештај | - De Arrascaeta 29’ |

| Чиле | 0 : 1    | Бразил       |
| ---- | -------- | ------------ |
|      | Извештај | - Риберо 64’ |

### 6. коло
Утакмице су померене по измењеном распореду.
| Бразил | Прекинуто | Аргентина |
| ------ | --------- | --------- |
|        | Извештај  |           |

| Еквадор | 0 : 0    | Чиле |
| ------- | -------- | ---- |
|         | Извештај |      |

| Уругвај                                                     | 4 : 2    | Боливија                 |
| ----------------------------------------------------------- | -------- | ------------------------ |
| - Де Араскаета 15’, 67’ (пен.) - Валверде 31’ - Алварес 47’ | Извештај | - Морено 59’, 84’ (пен.) |

| Парагвај        | 1 : 1    | Колумбија             |
| --------------- | -------- | --------------------- |
| - Санабрија 40’ | Извештај | - Куадрадо 53’ (пен.) |

| Перу        | 1 : 0    | Венецуела |
| ----------- | -------- | --------- |
| - Куева 35’ | Извештај |           |

### 10. коло
| Уругвај       | 1 : 0    | Еквадор |
| ------------- | -------- | ------- |
| Переиро 90+2’ | Извештај |         |

| Парагвај                    | 2 : 1    | Венецуела    |
| --------------------------- | -------- | ------------ |
| - Д. Мартинез 7’ - Каку 46’ | Извештај | Чансељор 90’ |

| Колумбија                           | 3 : 1    | Чиле        |
| ----------------------------------- | -------- | ----------- |
| - Борха 19’ (пен.), 20’ - Дијаз 74’ | Извештај | Менесес 56’ |

| Аргентина          | 3 : 0    | Боливија |
| ------------------ | -------- | -------- |
| Меси 14’, 64’, 88’ | Извештај |          |

| Бразил                    | 2 : 0    | Перу |
| ------------------------- | -------- | ---- |
| - Риберо 15’ - Нејмар 40’ | Извештај |      |

### 11. коло
| Уругвај | 0 : 0    | Колумбија |
| ------- | -------- | --------- |
|         | Извештај |           |

| Парагвај | 0 : 0    | Аргентина |
| -------- | -------- | --------- |
|          | Извештај |           |

| Венецуела   | 1 : 3    | Бразил                                                      |
| ----------- | -------- | ----------------------------------------------------------- |
| Рамирес 11’ | Извештај | - Маркињос 71’ - Габријел Барбоза 85’ (пен.) - Антони 90+5’ |

| Еквадор                            | 3 : 0    | Боливија |
| ---------------------------------- | -------- | -------- |
| - Естрада 13’ - Валенсија 16’, 18’ | Извештај |          |

| Перу                   | 2 : 0    | Чиле |
| ---------------------- | -------- | ---- |
| - Куева 36’ - Пења 64’ | Извештај |      |

### 5. коло
Утакмице су померене по измењеном распореду.
| Боливија    | 1 : 0    | Перу |
| ----------- | -------- | ---- |
| Р. Вака 83’ | Извештај |      |

| Венецуела                | 2 : 1    | Еквадор              |
| ------------------------ | -------- | -------------------- |
| - Мачис 45+1’ - Бело 64’ | Извештај | Валенсија 37’ (пен.) |

| Колумбија | 0 : 0    | Бразил |
| --------- | -------- | ------ |
|           | Извештај |        |

| Аргентина                                   | 3 : 0    | Уругвај |
| ------------------------------------------- | -------- | ------- |
| - Меси 38’ - Де Паул 44’ - Ла. Мартинез 62’ | Извештај |         |

| Чиле                      | 2 : 0    | Парагвај |
| ------------------------- | -------- | -------- |
| - Бреретон 69’ - Исла 72’ | Извештај |          |

### 12. коло
| Боливија                                                   | 4 : 0    | Парагвај |
| ---------------------------------------------------------- | -------- | -------- |
| - Рамаљо 21’ - Виљароељ 53’ - Абрего 84’ - Фернандес 90+4’ | Извештај |          |

| Колумбија | 0 : 0    | Еквадор |
| --------- | -------- | ------- |
|           | Извештај |         |

| Аргентина        | 1 : 0    | Перу |
| ---------------- | -------- | ---- |
| Ла. Мартинез 43’ | Извештај |      |

| Чиле                             | 3 : 0    | Венецуела |
| -------------------------------- | -------- | --------- |
| - Пулгар 18’, 37’ - Brereton 73’ | Извештај |           |

| Бразил                                                | 4 : 1    | Уругвај    |
| ----------------------------------------------------- | -------- | ---------- |
| - Нејмар 10’ - Рафиња 18’, 58’ - Габријел Барбоза 83’ | Извештај | Суарез 77’ |

### 13. коло
| Еквадор        | 1 : 0    | Венецуела |
| -------------- | -------- | --------- |
| - Инкапије 41’ | Извештај |           |

| Парагвај | 0 : 1    | Чиле         |
| -------- | -------- | ------------ |
|          | Извештај | - Санчез 56’ |

| Бразил       | 1 : 0    | Колумбија |
| ------------ | -------- | --------- |
| - Пакета 72’ | Извештај |           |

| Перу                                 | 3 : 0    | Боливија |
| ------------------------------------ | -------- | -------- |
| - Лападула 9’ - Куева 31’ - Пења 39’ | Извештај |          |

| Уругвај | 0 : 1    | Аргентина      |
| ------- | -------- | -------------- |
|         | Извештај | - Ди Марија 7’ |

### 14. коло
| Боливија                     | 3 : 0    | Уругвај |
| ---------------------------- | -------- | ------- |
| - Арсе 29’, 79’ - Морено 45’ | Извештај |         |

| Венецуела   | 1 : 2    | Перу                       |
| ----------- | -------- | -------------------------- |
| - Мачис 52’ | Извештај | - Лападула 18’ - Куева 65’ |

| Колумбија | 0 : 0    | Парагвај |
| --------- | -------- | -------- |
|           | Извештај |          |

| Аргентина | 0 : 0    | Бразил |
| --------- | -------- | ------ |
|           | Извештај |        |

| Чиле | 0 : 2    | Еквадор                           |
| ---- | -------- | --------------------------------- |
|      | Извештај | - Еступињан 9’ - М. Кајседо 90+3’ |

### 15. коло
| Еквадор   | 1 : 1    | Бразил      |
| --------- | -------- | ----------- |
| Торес 75’ | Извештај | Каземиро 6’ |

| Парагвај | 0 : 1    | Уругвај      |
| -------- | -------- | ------------ |
|          | Извештај | Л.Суарез 50’ |

| Чиле         | 1 : 2    | Аргентина                          |
| ------------ | -------- | ---------------------------------- |
| Бреретон 21’ | Извештај | - Ди Марија 10’ - Ла. Мартинез 34’ |

| Колумбија | 0 : 1    | Перу       |
| --------- | -------- | ---------- |
|           | Извештај | Флорес 85’ |

| Венецуела                          | 4 : 1    | Боливија    |
| ---------------------------------- | -------- | ----------- |
| - Рондон 24’, 34’, 67’ - Мачис 55’ | Извештај | Миранда 38’ |

### 16. коло
| Боливија                  | 2 : 3    | Чиле                          |
| ------------------------- | -------- | ----------------------------- |
| - Еномба 37’ - Морено 88’ | Извештај | - Санчез 14’, 86’ - Нуњес 77’ |

| Уругвај                                                                | 4 : 1    | Венецуела         |
| ---------------------------------------------------------------------- | -------- | ----------------- |
| - Бентанкур 1’ - Де Араскаета 23’ - Кавани 45+1’ - Л.Суарез 53’ (пен.) | Извештај | - Х. Мартинес 65’ |

| Аргентина          | 1 : 0    | Колумбија |
| ------------------ | -------- | --------- |
| - Ла. Мартинез 29’ | Извештај |           |

| Бразил                                               | 4 : 0    | Парагвај |
| ---------------------------------------------------- | -------- | -------- |
| - Рафиња 28’ - Кутињо 62’ - Антони 86’ - Родриго 88’ | Извештај |          |

| Перу         | 1 : 1    | Еквадор      |
| ------------ | -------- | ------------ |
| - Флорес 69’ | Извештај | - Естрада 2’ |

### 17. коло
| Уругвај            | 1 : 0    | Перу |
| ------------------ | -------- | ---- |
| - Де Араскаета 42’ | Извештај |      |

| Колумбија                           | 3 : 0    | Боливија |
| ----------------------------------- | -------- | -------- |
| - Дијаз 39’ - Борха 72’ - Урибе 90’ | Извештај |          |

| Бразил                                                                       | 4 : 0    | Чиле |
| ---------------------------------------------------------------------------- | -------- | ---- |
| - Нејмар 44’ (пен.) - Винисијус 45+1’ - Кутињо 72’ (пен.) - Ришарлизон 90+1’ | Извештај |      |

| Парагвај                                          | 3 : 1    | Еквадор              |
| ------------------------------------------------- | -------- | -------------------- |
| - Моралес 10’ - Инкапје 45+6’ (аг.) - Алмирон 54’ | Извештај | - Кајседо 85’ (пен.) |

| Аргентина                                 | 3 : 0    | Венецуела |
| ----------------------------------------- | -------- | --------- |
| - Гонсалес 34’ - Ди Марија 79’ - Меси 82’ | Извештај |           |

### 18. коло
| Перу                      | 2 : 0    | Парагвај |
| ------------------------- | -------- | -------- |
| - Лападула 5’ - Јотун 42’ | Извештај |          |

| Венецуела | 0 : 1    | Колумбија             |
| --------- | -------- | --------------------- |
|           | Извештај | Родригез 45+4’ (пен.) |

| Боливија | 0 : 4    | Бразил                                              |
| -------- | -------- | --------------------------------------------------- |
|          | Извештај | - Пакета 24’ - Ришарлизон 45’, 90+1’ - Гимараис 66’ |

| Чиле | 0 : 2    | Уругвај                       |
| ---- | -------- | ----------------------------- |
|      | Извештај | - Л.Суарез 79’ - Валверде 90’ |

| Еквадор         | 1 : 1    | Аргентина   |
| --------------- | -------- | ----------- |
| Валенсија 90+3’ | Извештај | Алварез 24’ |

### Реприза из 6. кола
| Бразил | Отказано | Аргентина |
| ------ | -------- | --------- |
|        | Извештај |           |

## Листа стрелаца
Укупно је постигнуто  223 голова у 89 утакмица, с просеком од 2.51 гола по утакмици.
10 голова
- Марсело Мартинс Морено

8 голова
- Нејмар
- Луис Суарез

7 голова
- Лаутаро Мартинез
- Лионел Меси

6 голова
- Ришарлизон
- Алексис Санчез
- Мајкл Естрада

5 голова
- Кристијан Куева
- Хјорхјан Де Араскаета

4 гола
- Артуро Видал
- Мигел Борха
- Енер Валенсија
- Анхел Ромеро
- Саломон Рондон

3 гола
- Анхел Ди Марија
- Николас Гонсалес
- Хуан Карлос Арсе
- Филипе Кутињо
- Роберто Фирмино
- Лукас Пакета
- Рафиња
- Бен Бреретон
- Ерик Пулгар
- Луис Дијаз
- Луис Муријел
- Гонзало Плата
- Андре Кариљо
- Ђанлука Лападула
- Дарвин Мачис

2 гола
- Хоакин Кореа
- Антони
- Габријел Барбоза
- Маркињос
- Евертон Риберо
- Хамес Родригез
- Матеус Урибе
- Мојсес Кајседо
- Первис Еступињан
- Анхел Мена
- Феликс Торес
- Каку
- Едисон Флорес
- Серхио Пења
- Ренато Тапија
- Единсон Кавани
- Федерико Валверде
- Џон Чансељор

1 гол
- Хулијан Алварез
- Анхел Кореа
- Родриго Де Паул
- Леандро Паредес
- Кристијан Ромеро
- Виктор Абрего
- Дијего Бехарано
- Борис Каспедес
- Марк Еномба
- Роберто Фернандес
- Бруно Миранда
- Родриго Рамаљо
- Фернандо Сауседо
- Рамиро Вака
- Мојсес Виљароељ
- Артур Мело
- Каземиро
- Бруно Гимараис
- Родриго
- Винисијус
- Маурисио Исла
- Жан Менесес
- Марселино Нуњес
- Хуан Куадрадо
- Радамел Фалкао
- Џеферсон Лерма
- Роџер Мартинес
- Јери Мина
- Дуван Сапата
- Роберт Арболеда
- Хавиер Ареага
- Бедер Кајседо
- Хорди Кајседо
- Груесо
- Пјеро Инкапије
- Мигел Алмирон
- Гастон Хименез
- Давид Мартинез
- Роберт Моралес
- Антонио Санабрија
- Луис Адвинкула
- Јосимар Јотун
- Агустин Алварес
- Родриго Бентанкур
- Макси Гомез
- Дарвин Нуњес
- Гастон Переиро
- Едуард Бело
- Луис Маго
- Хосеф Мартинес
- Ерик Рамирес
- Јеферсон Сотелдо

1 аутогол
- Хосе Мариа Караско (против Бразила)
- Пјеро Инкапије (против Парагваја)

## Међуконтиненталне квалификације
По први пут, ФИФА је одлучила да се игра само једна утакмица између две селекције и то у земљи која је домаћин Светског првенства (Катар). Утакмице су одржане 13. и 14. јуна 2022. на стадиону Ахмад бин Али у граду Ел Рајан. Утакмице су првобитно биле заказане да се играју у марту 2022, али је време њиховог одигравања померено 25. јуна 2020. због промена у Фифином међународном календару до којих је дошло услед пандемије ковида 19.
| Тим #1     | Резултат            | Тим #2 |
| ---------- | ------------------- | ------ |
| Аустралија | 0 : 0 (5 : 4, пен.) | Перу   |

| Аустралија                                         | 0 : 0 (п. с. н.) | Перу                                                       |
| -------------------------------------------------- | ---------------- | ---------------------------------------------------------- |
|                                                    | Извештај         |                                                            |
| Пенали                                             |                  |                                                            |
| - Бојл - Мој - Гудвин - Хрустић - Макларен - Мабил | 5 : 4            | - Лападула - Каљенс - Адвинкула - Тапија - Флорес - Валера |

## Белешке
1. 1 2  Утакмица 5. септембра 2021. прекинута је након пет минута при резултату 0 : 0, након што је репрезентација Аргентине напустила терен јер су бразилски здравствени званичници ушли на терен тражећи изолацију четворице аргентинских играча оптужених за кршење КОВИД правила карантина.[28][29][30] Првобитно је термин померен за 22. септембар 2022. на локацији коју дефинише Фудбалски савез Бразила,[31][32] касније постављен на 21. септембар, а ФИФА га је коначно отказала 16. августа.[33]
2. ↑  Утакмица између Аргентине и Уругваја пребачена је са стадиона Унико Мадре де Сидадес у Сантијаго дел Естеру[34][35] на стадион Монументал Исидро Ромеро Карбо у Буенос Ајресу након што је меч 5. кола одложен..[36]